# Marcella Filippi
Pour les articles homonymes, voir Filippi.
Marcella Filippi, née le 27 septembre 1985 à Bergame (Italie), est une joueuse de basket-ball italienne.

## Biographie
Elle est membre de l'équipe italienne de basket-ball à trois qui remporte la Coupe du monde de basket-ball à trois en 2018 et qui dispute ensuite les Jeux olympiques de Tokyo.